# Джон Тери (актьор)
Джон Тери (на английски: John Terry) (роден на 25 януари 1950 г.) е американски актьор.

## Филмография
- „Ангелите на Чарли“ – 2011 г.
- „Братя и сестри“ – 2010-2011 г.
- „Травма“ – 2009-2010 г.
- „От местопрестъплението: Маями“ – 2009 г.
- „От местопрестъплението: Ню Йорк“ – 2009 г.
- „Жътварят“ – 2008 г.
- „Зодиак“ – 2007 г.
- „Закон и ред“ – 2006 г.
- „Изгубени“ – 2004-2010 г.
- „Лас Вегас“ – 2003-2004 г.
- „24“ – 2002-2003 г.
- „Спешно отделение“ – 1994 г.